# Systemkretsloppet
Systemkretsloppet, även stora kretsloppet eller kroppskretsloppet, är den del av hjärt- och kärlsystemet som syresätter kroppens organ.
Från lungan kommer syrerikt blod till hjärtats vänstra förmak. Blodet går vidare till hjärtats vänstra kammare som pumpar blodet vidare via aorta och mindre artärer till kapillärerna i kroppens organ. Organen tar upp syre från blodets röda blodkroppar och lämnar ifrån sig koldioxid för vidare transport via mindre vener och hålvenen tillbaka till hjärtat. Från hjärtat pumpas detta syrefattiga blod vidare för gasutbyte till lungorna via lungkretsloppet. Detta kretslopp möjliggör att kroppens alla vävnader kan ta del av syret från inandningsluften.